# Putnam County (Indiana)
Putnam County is een county in de Amerikaanse staat Indiana.
De county heeft een landoppervlakte van 1.244 km² en telt 36.019 inwoners (volkstelling 2000). De hoofdplaats is Greencastle.

## Bevolkingsontwikkeling

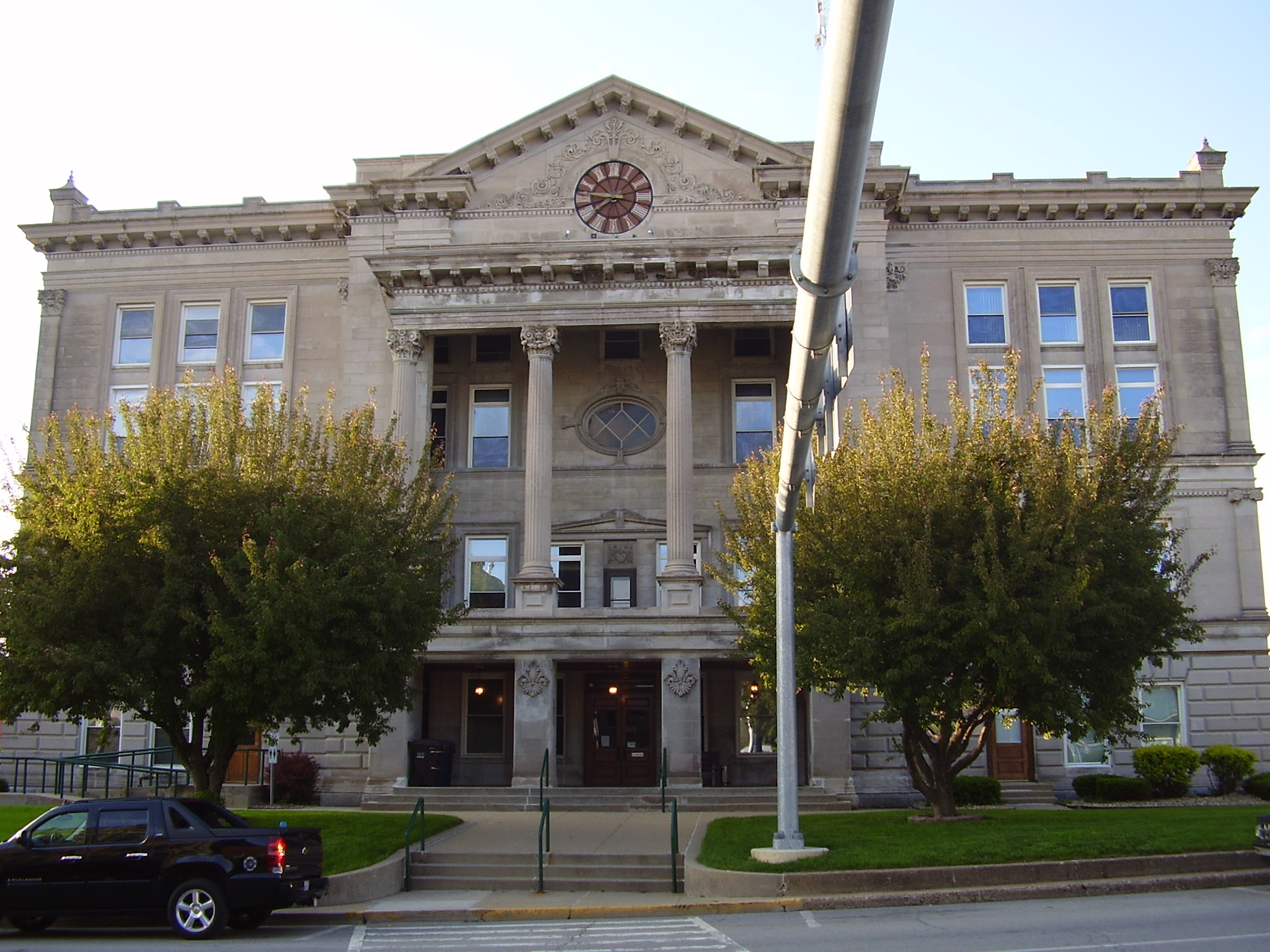
Putnam County Courthouse